# Weather
Weather è il secondo album studio del gruppo musicale polacco Neuma, pubblicato nel 2006.

## Tracce
Musiche di Neuma.
1. Śmierć Marsjanina – 5:33
2. N.Y.C. – 5:59
3. Cyrulik – 5:13
4. Tułacz – 3:29
5. Himalaj – 8:49
6. Śmierć wieloryba – 4:06
7. Czas – 6:21
8. Japończyk – 0:49
9. Słonie – 6:01
10. Weather – 7:44

## Formazione
- Aleksander "Korek" Korecki - sassofono
- Maciej Miechowicz - chitarra
- Tomasz Krzemiński - basso
- Karol Ludew - batteria